# Luis Puig Palace
Luis Puig Palace – hala widowiskowa w hiszpańskiej Walencji. W marcu 2008 roku gościła uczestników XII Halowych Mistrzostw Świata w Lekkoatletyce. Na trybunach może pomieścić 6,500 widzów. 